# مونت بيرنانتشون
مونت بيرنانتشون (بالفرنسية: Mont-Bernanchon)‏ هي بلدية تقع في إقليم باد كاليه من منطقة نور با دو كاليه في شمال فرنسا. تبلغ مساحة هذه المدينة 11.4 (كم²)، وترتفع عن سطح البحر 29 م، يبلغ عدد سكانها 1366 نسمة حسب إحصاء المعهد الوطني للإحصاء والدراسات الاقتصادية سنة 2009 م. وترأس Marie-Claude Duhamel البلدية خلال فترة (2008-2014).